# CEBPA
CCAAT/增强子结合蛋白α，简称C/EBP-α或CEBPA是一种由人类CEBPA基因编码的蛋白质。CEBPA是参与某些血细胞分化的转录因子。有关基因增强子中的CCAAT结构基序和CCAAT/增强子结合蛋白的详细信息，请参见特定页面。

## 功能
这种无内含子基因编码的蛋白质是一种bZIP转录因子，它可以作为同源二聚体与某些启动子和基因增强子结合。它还可以与相关蛋白C/EBP-β和C/EBP-γ以及不同的转录因子如c-Jun形成异二聚体。编码的蛋白质是脂肪细胞生成和这些细胞中脂质积累以及肝脏中葡萄糖和脂质代谢的关键调节因子。该蛋白质已被证明与启动子结合并调节编码瘦蛋白的基因的表达，瘦蛋白是一种在体重稳态中起重要作用的蛋白质。此外，编码的蛋白质可以与CDK2和CDK4相互作用，从而抑制这些激酶并导致培养的细胞停止分裂。此外，CEBPA对骨髓谱系定型至关重要，因此对于正常成熟粒细胞的形成和异常急性骨髓性白血病的发展都是必需的。

## 常见突变
CEBPA突变可分为两大类。一类突变通过改变其COOH末端碱性亮氨酸拉链结构域来阻止CEBPA的DNA结合。另一类突变破坏了CEBPA的NH2末端的翻译。 CEBPA突变导致CEBPA活性降低，有助于骨髓前体的转化。

## 相互作用
CEBPA已被证明与周期蛋白依赖性激酶2相互作用和周期蛋白依赖性激酶4。

## 临床意义
CEBPA的突变已被证明与成人和儿童急性骨髓性白血病患者的良好结果有关。

### 在急性骨髓性白血病中的意义
急性骨髓性白血病的特征在于造血祖细胞的遗传异常。这包括原始细胞的过度增殖，以及阻止粒细胞的造血。已经表明，抑制CEBPA表达和阻断CEBPA会阻止骨髓祖细胞的分化。出于这个原因，CEBPA在粒细胞分化过程中的作用和CEBPA作为肿瘤抑制基因的作用在急性髓细胞白血病的预后中至关重要。

### CEBPA突变的预后意义
CEBPA在未成熟粒细胞的分化中非常重要。CEBPA基因的突变已被证明在急性骨髓性白血病患者的白血病发生和预后中起关键作用。在最近的研究中，在7%到15%的急性骨髓性白血病患者中发现了CEBPA突变。在这些急性骨髓性白血病患者中看到的三种不同类型的突变包括种系N末端突变、N末端框移突变和C末端突变。这些突变最常见于急性骨髓性白血病M1或M2。许多报道将CEBPA突变与急性骨髓细胞白血病的良好结果联系起来。这是因为这些突变可能会导致这些患者的分化停滞。有CEBPA突变的患者比没有突变的患者有更长的缓解持续时间和生存时间。因此，CEBPA突变的存在与疾病进展的更有利过程直接相关。

### 在实体瘤中的意义
最近显示，CEBPA远端启动子区域的表观遗传修饰导致胰腺癌细胞、肺癌和头颈部鳞状细胞癌中CEBPA表达下调。

### CEBPA的甲基化作为急性骨髓性白血病患者的预后生物标记
最近的一项研究发现，较高水平的CEBPA甲基化与治疗反应成正比。完全反应率与CEBPA甲基化水平成比例增加。出于这个原因，有人提出CEBPA的甲基化可能是急性髓细胞白血病预后中非常有用的生物标记。

## 阅读
- Sladek FM, Darnell JE. . Curr. Opin. Genet. Dev. 1992, 2 (2): 256–9. PMID 1638120. doi:10.1016/S0959-437X(05)80282-5.
- Marcucci G, Mrózek K, Bloomfield CD. . Curr. Opin. Hematol. 2005, 12 (1): 68–75. PMID 15604894. S2CID 6183391. doi:10.1097/01.moh.0000149608.29685.d1.
- Leroy H, Roumier C, Huyghe P, Biggio V, Fenaux P, Preudhomme C. . Leukemia. March 2005, 19 (3): 329–34. PMID 15674366. doi:10.1038/sj.leu.2403614 .